# 羅傑斯鎮區 (明尼蘇達州卡斯縣)
羅傑斯鎮區（英語：Rogers Township）是一個位於美國明尼蘇達州卡斯縣的行政鎮區。

## 人口
根據2020年美國人口普查的數據，羅傑斯鎮區的面積為94.00平方千米，當中陸地面積為79.90平方千米，而水域面積為14.10平方千米。當地共有人口84人，而人口密度為每平方千米1人。